# La pasión según Berenice

La pasión según Berenice (traduction en français : La Passion selon Berenice) est un film mexicain réalisé en 1975 par Jaime Humberto Hermosillo et sorti en salles en 1976.
En juillet 1994, le film est sélectionné dans la liste établie par la revue Somos des 100 meilleurs films mexicains de tous les temps.

## Synopsis
Dans la commune d'Aguascalientes, une veuve séduisante et mystérieuse, exerçant la profession d'enseignante, vit avec sa marraine Josefina, vieille usurière à la santé précaire. Berenice semble attachée aux conventions sociales en vigueur. Pourtant, on la soupçonne d'avoir assassiné son époux. Une cicatrice marquant son visage ne fait qu'accroître le poids de la rumeur. Enfin, lorsqu'un beau médecin, venu de la capitale, débarque dans la petite ville de province, Berenice éprouve, subitement, une passion incontrôlée l'incitant à commettre un meurtre…

## Fiche technique
- Titre du film : La pasión según Berenice
- Réalisation et scénario : Jaime Humberto Hermosillo
- Photographie : Rosalío Solano - Eastmancolor
- Décors : José González Camarena
- Montage : Rafael Caballos
- Son : José B. Carles
- Musique : Joaquín Gutiérrez Heras, avec des extraits de la Deuxième Symphonie Résurrection de Gustav Mahler
- Production : Roberto Lozoya, Maximiliano Vega Tato pour Conacite Uno, DASA Films, S.A. de C.V.
- Pays d'origine :  Mexique
- Langue originale : Espagnol
- Durée : 99 minutes
- Sortie : 18 novembre 1976

## Distribution
- Martha Navarro : Berenice Bejarano
- Pedro Armendáriz Jr. : Rodrigo Robles
- Blanca Torres : Merceditas
- Emma Roldán : Josefina
- Magnolia Rivas : Cuquita Andrade
- Manuel Ojeda : José

## Commentaire
1975 est une année faste pour le cinéma mexicain. L'État investit un milliard de pesos afin de relancer la production cinématographique. Apparaissent alors une série d'œuvres reflétant un projet plus cohérent et plus lucide dans l'analyse des rapports entre le septième art d'une part, et le contexte politique et le public de l'autre. La pasión según Berenice constitue un des meilleurs exemples de ce deuxième âge d'or du cinéma mexicain. C'est aussi un des portraits clés qu'a donnés le cinéma mexicain sur la sexualité féminine. Selon Jaime Humberto Hermosillo, c'est « une première tentative de dénuder une société mexicaine pleine de complexes, de tabous et d'hypocrisie. » Cette société, c'est surtout celle des classes moyennes provinciales, prisonnières d'un univers étriqué. Est-ce, peut-être, l'une des raisons pour lesquelles on y pressent la double influence de Douglas Sirk et de Luis Buñuel ? 